# Пончик (донат)

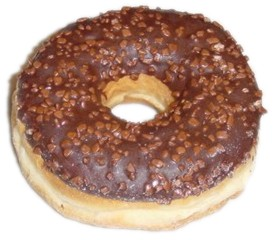
Пончик (donut), покритий шоколадом

По́нчик (англ. doughnut, скор. donut) — круглий, звичайно солодкий, пиріжок, смажений в олії, маслі тощо. Вони бувають із начинкою з шоколаду, джему, фруктів, заварного крему, згущеного молока, покриті глазур'ю, медом, цукровою пудрою. З діркою посередині або без неї. Дірка призначається для того, щоб витягнутий з гарячого масла пончик був нанизаний на металевий стрижень, з якого потім продукт кладеться до кулька або на тарілку покупцеві. У пончика може бути начинка: варення, повидло, джем та інше.

## Відмінність значенняпончикіпампушка
Книга «Про смачну та здорову їжу» 1939 видання, випущена у Ленінграді, містить рецепт приготування пончика, у якому, зокрема, говориться: 
|  | Готове тісто розкачати завтовшки 1/2 см і склянкою або виїмкою вирізати кружки. Виїмкою меншого розміру з кожного круга вийняти середину, надаючи таким чином тісту форму кільця. |

Згідно з неперевіреними дослідженням Святослава Логінова, на початку XX-го століття відбулося змішання кулінарних термінів. Споконвічні значення термінів:
- пампушка (пампух) — невелика булочка, кругла, пишна виготовлена із дріжджового тіста з житнього, пшеничного, гречаного чи змішаного пшенично-гречаного борошна, а також із солодкою начинкою, ягодами, маковою (або з варенням), посипані цукровою пудрою.
- пончик (пол. pączek — круглий солодкий смажений пиріжок) — обсмажений в олії виріб з тіста круглої форми, іноді з начинкою всередині.

## Ефекти
Постійне вживання пончиків шкідливо для здоров'я через високий вміст жирів.
Унаслідок дослідів із пошуку ароматів, які приводять чоловіків у любовний настрій, проведених 1995 року в Дослідницькому центрі смаку та запаху (Чикаго) під керівництвом Алана Герша з використанням плетизмографа для пеніса, який заміряв інтенсивність кров'яного потоку в ерогенній зоні, дослідники встановили, що серед досліджених ароматів запах пончиків із локрицею перебуває на другому місці (а найзбудливішим ароматом для чоловіків є запах гарбузового пирога).